# Jarosław Wałęsa
Jarosław Leszek Wałęsa (ur. 13 września 1976 w Gdańsku) – polski politolog i polityk, poseł na Sejm V, VI, IX i X kadencji, poseł do Parlamentu Europejskiego VII i VIII kadencji.

## Życiorys

### Rodzina i wykształcenie

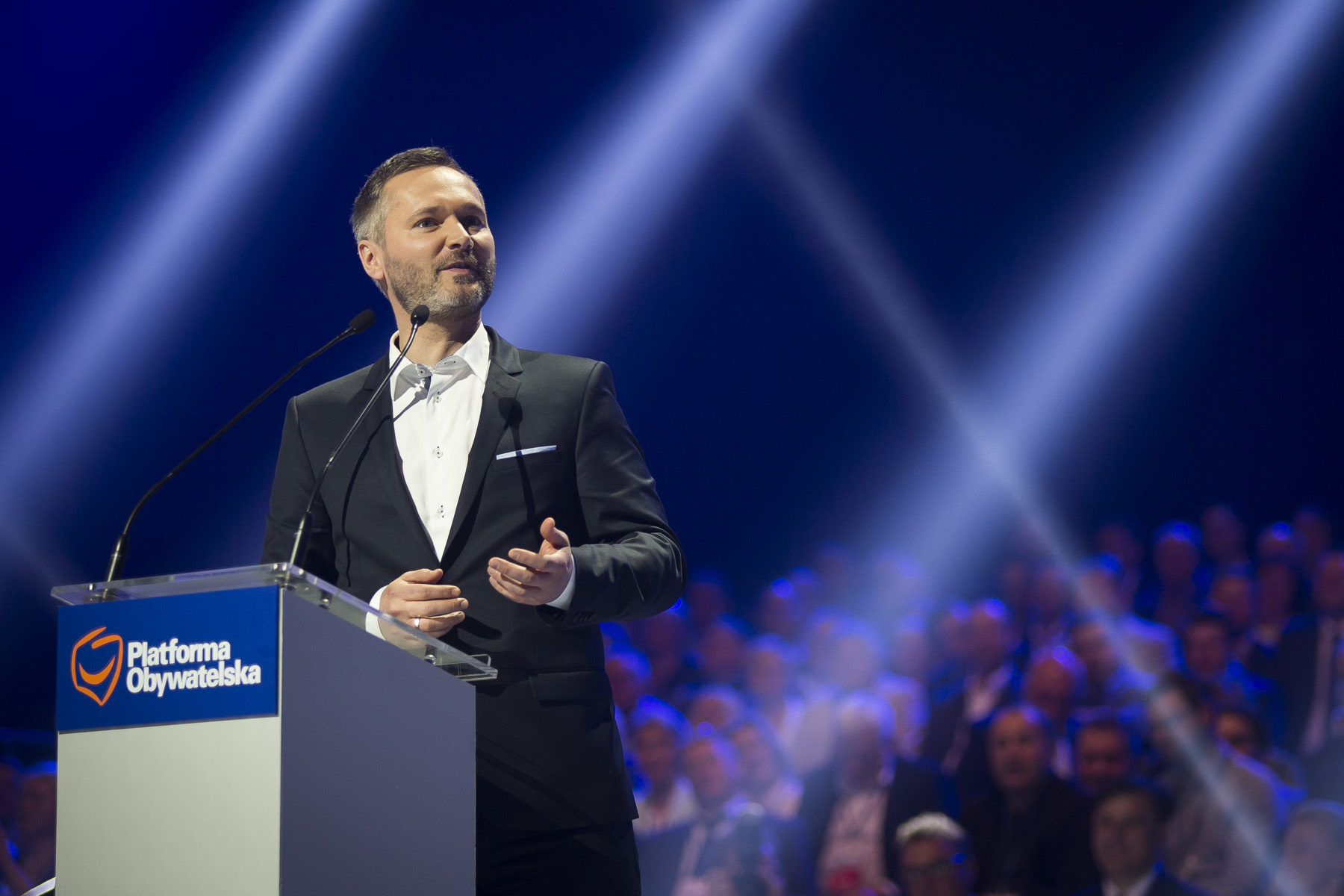
Jarosław Wałęsa (2015)

Jest czwartym z ośmiorga dzieci Danuty i Lecha Wałęsów. Jego ojciec był przywódcą NSZZ „Solidarność”, a także prezydentem RP w latach 1990–1995.
W latach 1997–2000 studiował politologię w katolickim College of the Holy Cross w Worcester. Po uzyskaniu bakalaureatu przez dwa lata pracował w Stanach Zjednoczonych. W 2002 powrócił do Polski. W latach 2003–2005 pracował w biurze Lecha Wałęsy jako archiwista, faktycznie będąc najbliższym doradcą politycznym ojca. W 2014 ukończył studia magisterskie na Uniwersytecie Gdańskim.

### Działalność polityczna
Zadebiutował w polityce jako kandydat do Parlamentu Europejskiego w wyborach w 2004 z ramienia Narodowego Komitetu Wyborczego Wyborców (bezskutecznie, osiągając 6791 głosów). W 2005 poparł powstanie Partii Demokratycznej.
W wyborach parlamentarnych w 2005 startował w okręgu gdańskim z listy Platformy Obywatelskiej. Mandat poselski zdobył, uzyskując 14 709 głosów. W Sejmie V kadencji zasiadał w Komisji do Spraw Unii Europejskiej oraz Komisji Spraw Zagranicznych. Wkrótce po wyborach wstąpił do PO. W wyborach parlamentarnych w 2007 po raz drugi został posłem (VI kadencji), otrzymując 61 278 głosów. Objął stanowisko wiceprzewodniczącego Parlamentarnego Zespołu na rzecz Tybetu. W listopadzie 2008 bez powodzenia kandydował na prezesa Pomorskiego Okręgowego Związku Lekkiej Atletyki. W styczniu 2009 został wybrany na członka prezydium Polskiego Związku Lekkiej Atletyki, został również wiceprezesem PZLA (w 2010 zrezygnował z tych funkcji).
W wyborach do Parlamentu Europejskiego w 2009 uzyskał mandat eurodeputowanego z okręgu gdańskiego, otrzymując 73 968 głosów. W 2014 po raz drugi uzyskał mandat posła do Parlamentu Europejskiego. W czerwcu 2015 został dyrektorem Instytutu Obywatelskiego – think tanku Platformy Obywatelskiej, zastępując na tym stanowisku Bartłomieja Sienkiewicza; pełnił tę funkcję do 2020.
W wyborach samorządowych w 2018 został wspólnym kandydatem Platformy Obywatelskiej i Nowoczesnej na prezydenta Gdańska. W głosowaniu z października zajął trzecie miejsce z wynikiem 27,8% głosów, przegrywając w I turze wyborów z urzędującym prezydentem Pawłem Adamowiczem oraz kandydatem Prawa i Sprawiedliwości Kacprem Płażyńskim.
W wyborach do Parlamentu Europejskiego w 2019 bezskutecznie ubiegał się o reelekcję z ramienia Koalicji Europejskiej, uzyskał poparcie 80 906 wyborców. W wyborach parlamentarnych w tym samym roku uzyskał natomiast mandat posła IX kadencji, startując w okręgu gdańskim z drugiej pozycji na liście Koalicji Obywatelskiej i otrzymując 61 805 głosów. W wyborach w 2023 z powodzeniem ubiegał się o poselską reelekcję z wynikiem 17 408 głosów.

## Wyniki w wyborach ogólnopolskich
| Wybory | Komitet wyborczy                   | Komitet wyborczy                   | Organ                            | Okręg                            | Wynik           |
| ------ | ---------------------------------- | ---------------------------------- | -------------------------------- | -------------------------------- | --------------- |
| 2004   |                                    | Narodowy Komitet Wyborczy Wyborców | Parlament Europejski VI kadencji | nr 1                             | 6791 (1,72%)    |
| 2005   |                                    | Platforma Obywatelska              | Sejm V kadencji                  | nr 25                            | 14 709 (4,22%)  |
| 2007   | Sejm VI kadencji                   | Platforma Obywatelska              | 61 278 (12,97%)                  | nr 25                            |                 |
| 2009   | Parlament Europejski VII kadencji  | Platforma Obywatelska              | nr 1                             | 73 968 (15,33%)                  |                 |
| 2014   | Parlament Europejski VIII kadencji | Platforma Obywatelska              | nr 1                             | 55 898 (12,18%)                  |                 |
| 2019   |                                    | Koalicja Europejska                | nr 1                             | Parlament Europejski IX kadencji | 80 906 (9,78%)  |
| 2019   |                                    | Koalicja Obywatelska               | Sejm IX kadencji                 | nr 25                            | 61 805 (11,69%) |
| 2023   | Sejm X kadencji                    | Koalicja Obywatelska               | 17 408 (2,82%)                   | nr 25                            |                 |

## Życie prywatne
Zawarł związek małżeński z Eweliną Jachymek. Ma syna Wiktora i córkę Leę.
2 września 2011 doznał ciężkich obrażeń w wyniku wypadku drogowego w Stropkowie koło Sierpca. W trakcie zdarzenia doszło do zderzenia kierowanego przez europosła motocykla z innym pojazdem, którego kierowca włączał się z pobocza do ruchu. O spowodowanie wypadku oskarżono kierowcę samochodu osobowego (który wyrokiem Sądu Rejonowego w Sierpcu w 2012 został uznany za winnego i skazany), wobec Jarosława Wałęsy prowadzono postępowanie w sprawie o wykroczenie drogowe (za przekroczenie prędkości o około 25 km/h). Na wniosek prokuratora generalnego Parlament Europejski uchylił mu we wrześniu 2012 immunitet w tej sprawie, postępowanie umorzono następnie wobec przedawnienia karalności.